# National Postal Museum

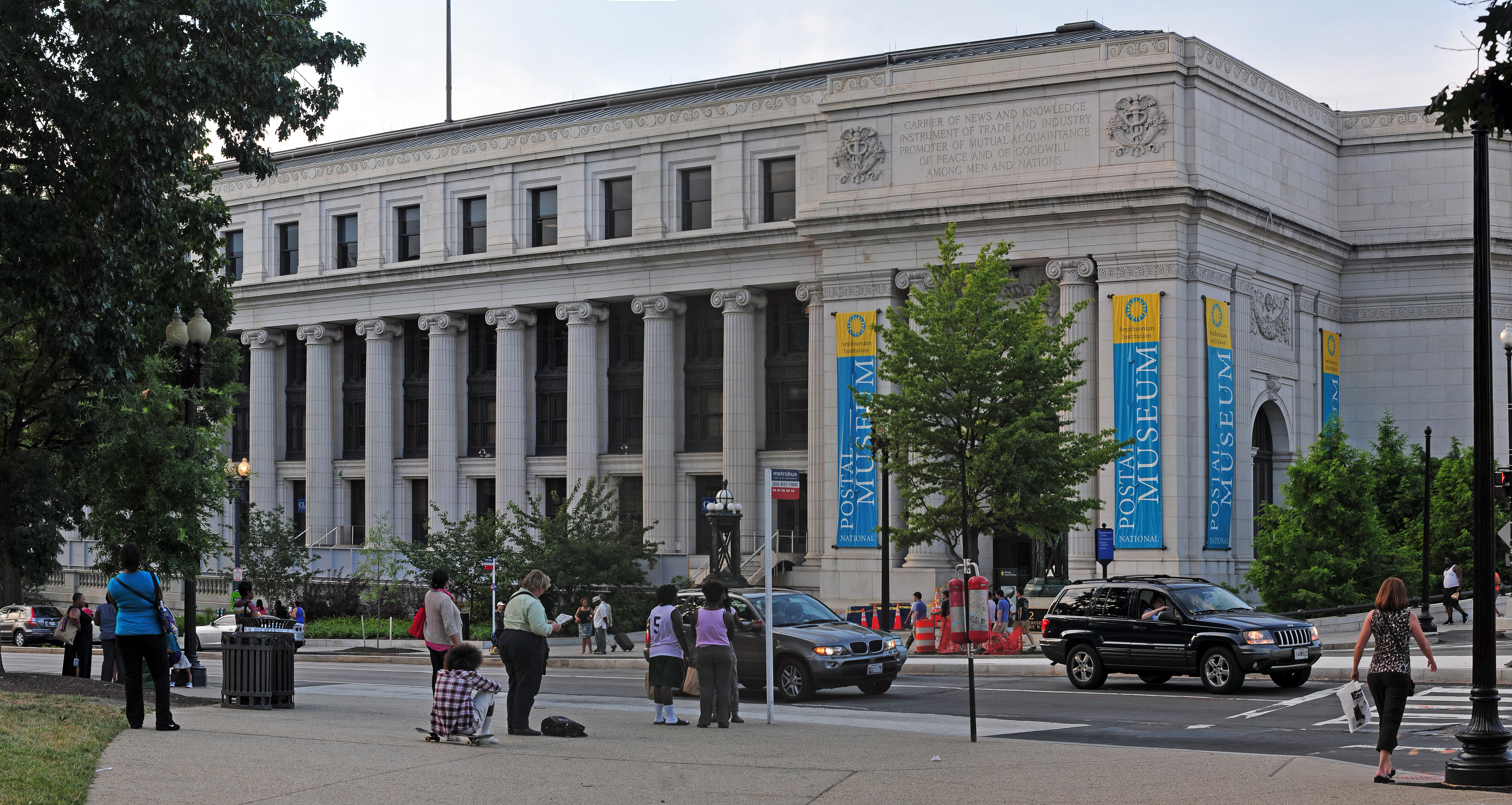
Ansicht von Süden 2012

Das National Postal Museum in Washington, D.C., USA, wurde in einer Zusammenarbeit des United States Postal Service und der Smithsonian Institution gegründet und im Jahr 1993 eröffnet. Das Museum befindet sich gegenüber der Union Station, im ehemaligen Hauptpostamt von Washington, D.C. (vom Erstbezug 1914 bis 1986). Das Gebäude wurde von Daniel Burnham entworfen, der auch der Architekt der Union Station war, und von Ernest R. Graham vollendet.

## Geschichte
Im Jahr 1886 erhielt die Smithsonian Institution einen Bogen 10 Cent-Briefmarken der Konföderierten Staaten geschenkt. Dies war der Gründungszeitpunkt der National Philatelic Collection. Inzwischen ist die Sammlung durch Zukäufe, Spenden von Privatpersonen und anderen Staaten und Übertragungen von anderen staatlichen Stellen auf über 5,9 Millionen Stücke angestiegen.
Von 1906 bis 1963 war das Arts and Industries Building an der National Mall die Heimat der Sammlung. 1964 zog die Sammlung in das heutige National Museum of American History um und wurde um die Postgeschichte und die Briefmarkenherstellung erweitert. Seit dem Umzug im Jahr 1993 befindet sich das Museum an seinem heutigen Standort.

## Gegenwart
Das Museum beherbergt viele interaktive Displays über die weltweite Postgeschichte. Auch zu sehen ist eine große Briefmarkensammlung. Im Museum befinden sich auch ein Souvenir-Laden und eine Briefmarkenhandlung. Außerdem gibt es eine Ausstellung über den Pony Express und über den Posttransport per Eisenbahn, sowie eine interaktive Ausstellung über Direktmarketing „What’s in the Mail for You,“ Wie in allen Smithsonian Museen, ist der Eintritt frei.
Das Arbeitsministerium der Vereinigten Staaten betreibt in dem Gebäude den Hauptsitz des Amtes für Arbeitsmarktstatistik.